# Józef Czaki
Józef Czaki, także jako José Czaki, ur. 21 grudnia 1857 w Sannikach, zm. 23 maja 1946 w Araucária) – polski lekarz, chirurg, działacz społeczny i polityczny. Kolekcjoner zbiorów zoologicznych, botanicznych, mineralogicznych, etnograficznych i archeologicznych.
Urodził się w Sannikach jako syn Jana i Joanny z Noskowskich. Studiował na Cesarskim Uniwersytecie Warszawskim. W latach 1884–1886 praktykował w szpitalach warszawskich, był lekarzem w Sokołówce, Wapniarce i Bałcie na Podolu. Od 1895 lekarz w Rosyjskiej Flocie Handlowej w Odessie i Władywostoku. Po 1905 w Harbinie i przy budowie Kolei Wschodniochińskiej. Współzakładał pismo "Wola" i został aresztowany. Uciekł do Japonii, gdzie przebywał w latach 1906-1908, następnie wyjechał do USA. Do 1914 roku mieszkał w Chicago. Od 1914 roku w Brazylii, gdzie zmarł w 1946 roku. Część zbiorów przyrodniczo-mineralogicznych przejął od swojego przyjaciela z Brazylii, Waleriana Czykla.
Pomimo burzliwych losów kolekcji Czakiego zachowały się do dzisiaj zbiory zoologiczne oraz mineralogiczne pochodzące przede wszystkim z Brazylii. Pierwsze z nich są przechowywane w Muzeum i Instytucie Zoologii PAN, drugie w PAN Muzeum Ziemi w Warszawie. Przetrwały również pamiątki osobiste, w tym korespondencja i fotografie dokumentujące wiele faktów z życia Czakiego. Są one zgromadzone w prywatnej kolekcji w Casa do Agricultor w Araukarii.